# Iosif Petschovschi
József Pecsovszky o Iosif Petschovschi, també conegut com a József Perényi (Timişoara, 2 de juliol de 1921 - Arad, 6 d'octubre de 1968) fou un futbolista hongarès-romanès de les dècades de 1940 i 1950.
Jugà el campionat hongarès de futbol, essent campió amb Nagyváradi AC, i amb la selecció d'Hongria durant la Segona Guerra Mundial, amb el nom József Perényi. Posteriorment jugà a Romania als clubs CA Cluj, ITA Arad i CCA Bucureşti. També fou internacional amb Romania 32 cops. Va morir de càncer el 6 d'octubre de 1968 amb 47 anys.

## Palmarès
Nagyváradi AC
- Lliga hongaresa de futbol: 1943-44

UTA Arad
- Lliga romanesa de futbol: 1946-47, 1947-48, 1950
- Copa romanesa de futbol: 1948

CCA Bucureşti
- Lliga romanesa de futbol: 1952, 1953
- Copa romanesa de futbol: 1952

## Referències

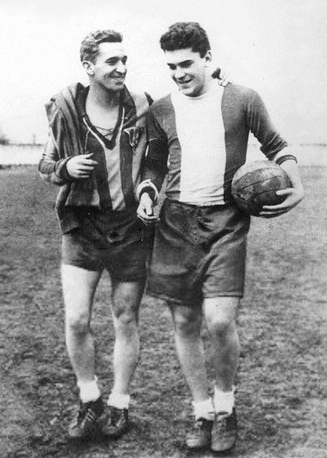
József Pecsovszky (esquerra) amb el seu fill el 1961.